# Кубок Украинской ССР по футболу 1949
10-й розыгрыш Кубка УССР состоялся с 23 августа по 20 сентября 1949 года. Участие принимали 26 команд. Обладателем Кубка стал харьковский ВВС

## 1/16 финала
| Город           | Команда                       | Счёт | Команда                 |
| --------------- | ----------------------------- | ---- | ----------------------- |
| Днепродзержинск | «Металлург» (Днепродзержинск) | 5:1  | «Металлург» (Запорожье) |
| Харьков         | ВВС (Харьков)                 | 5:0  | «Локомотив» (Полтава)   |
| Проскуров       | «Динамо» (Проскуров)          | 3:4  | «Динамо» (Винница)      |
| Луцк            | «Динамо» (Луцк)               | 2:1  | ДО (Ровно)              |
| Житомир         | ДО (Житомир)                  | +:-  | «Урожай» (Борисполь)    |
| Сумы            | «Машиностроитель» (Сумы)      | +:-  | «Спартак» (Чернигов)    |
| Кировоград      | «Трактор» (Кировоград)        | 3:0  | «Спартак» (Херсон)      |
| Дрогобыч        | «Динамо» (Дрогобыч)           | 3:1  | «Динамо» (Мукачево)     |
| Черновцы        | Спартак (Черновцы)            | 0:1  | «Спартак» (Станислав)   |
| Тернополь       | «Локомотив» (Тернополь)       | 4:2  | «Динамо» (Львов)        |

## 1/8 финала
| Город           | Команда                       | Счёт | Команда                  |
| --------------- | ----------------------------- | ---- | ------------------------ |
| Днепродзержинск | «Металлург» (Днепродзержинск) | 1:2  | ВВС (Харьков)            |
| Константиновка  | «Металлург» (Константиновка)  | +:-  | «Шахтёр» (Краснодон)     |
| Винница         | «Динамо» (Винница)            | 5:0  | «Динамо» (Луцк)          |
| Житомир         | ДО (Житомир)                  | 7:1  | «Машиностроитель» (Сумы) |
| Одесса          | «Водник» (Одесса)             | 2:0  | Динамо (Измаил)          |
| Николаев        | В/ч 10756 (Николаев)          |      | ОДО (Киев)               |
| Кировоград      | «Трактор» (Кировоград)        | 3:1  | «Динамо» (Дрогобыч)      |
| Станислав       | «Спартак» (Станислав)         | 4:2  | «Локомотив» (Тернополь)  |

## Четвертьфинал
| Город     | Команда               | Счёт | Команда                      |
| --------- | --------------------- | ---- | ---------------------------- |
| Харьков   | ВВС (Харьков)         | 5:2  | «Металлург» (Константиновка) |
| Винница   | «Динамо» (Винница)    |      | ДО (Житомир)                 |
| Николаев  | В/ч 10756 (Николаев)  | 1:4  | «Водник» (Одесса)            |
| Станислав | «Спартак» (Станислав) | 0:1  | «Трактор» (Кировоград)       |

## Полуфинал
| Город   | Команда           | Счёт | Команда                |
| ------- | ----------------- | ---- | ---------------------- |
| Харьков | ВВС (Харьков)     | +:-  | «Динамо» (Винница)     |
| Одесса  | «Водник» (Одесса) | 1:1  | «Трактор» (Кировоград) |
| Одесса  | «Водник» (Одесса) | 3:0  | «Трактор» (Кировоград) |

## Финал
| 20 сентября 1949 года                                                                                 | \| ВВС Харьков \| 5:1 \| «Водник» Одесса \| | Харьков         |
| ВВС: Скороход, Ткаченко, Рабинович, Акимов, Кравцов, Бей, Гуркин, Петров, Гусаров, Терещенко, Сафонов |                                             |                 |
| ВВС Харьков                                                                                           | 5:1                                         | «Водник» Одесса |